# Jeżów Sudecki (gmina)
Jeżów Sudecki est une gmina rurale du powiat de Jelenia Góra, Basse-Silésie, dans le sud-ouest de la Pologne. Son siège est le village de Jeżów Sudecki, qui se situe environ 4 km au nord de Jelenia Góra et 94 km à l'ouest de la capitale régionale Wrocław.
La gmina couvre une superficie de 94,38 km2 pour une population de 6 303 habitants.

## Géographie
La gmina est bordée par la ville de Jelenia Góra et les gminy de Janowice Wielkie, Stara Kamienica, Świerzawa et Wleń.
La gmina contient les villages de Chrośnica, Czernica, Dziwiszów, Janówek, Jeżów Sudecki, Płoszczyna, Siedlęcin et Wrzeszczyn.